# Saxifraga pseudohirculus
Saxifraga pseudohirculus är en stenbräckeväxtart som beskrevs av Adolf Engler. Saxifraga pseudohirculus ingår i Bräckesläktet som ingår i familjen stenbräckeväxter. Inga underarter finns listade i Catalogue of Life.